# Stanisław Zuber (geolog)
Stanisław Zuber (ur. 14 października 1883 we Lwowie,  zm. 18 października 1947 w Tiranie) – polski geolog, specjalista geologii złóż ropy naftowej, a także geologii regionalnej i surowcowej Albanii.

## Życiorys
Był synem Rudolfa Zubera profesora geologii Uniwersytetu Lwowskiego i jego żony Stanisławy. Miał siostrę Julię i brata Kazimierza, który został inżynierem wiertniczym i pracował w latach 1930. jako dyrektor włoskiej firmy naftowej na terenie Albanii.
Studiował we Lwowie i w Krakowie. Jeszcze jako student opublikował w 1914 pierwszą pracę naukową. Wiosną 1915, po zajęciu Lwowa, został wywieziony w głąb Rosji. Osiedlił się w Baku, gdzie dzięki wpływom ojca znalazł zatrudnienie jako geolog w polskiej firmie naftowej. Pracował tam w latach 1915–1923. Poszukiwał złóż ropy naftowej na Kaukazie Wschodnim i w południowo-wschodniej części Morza Kaspijskiego, w rejonie Baku. Badał też m.in. wulkany błotne. Wyniki prac opublikował w ZSRR i w Polsce, po powrocie w 1923. W 1924 obronił we Lwowie pracę doktorską na temat wulkanów błotnych.
Na XIV Międzynarodowym Zjeździe Geologii, w Madrycie, w 1926, zreferował swoje opracowania dotyczące geologii złóż ropy naftowej w rejonach Ponto-Kaspijskich, wulkanów błotnych i fliszu Karpat. W tym samym roku podczas międzynarodowego zjazdu naftowego w Bukareszcie wygłosił referat o migracji ropy naftowej. Obecni na zjeździe przedstawiciele firm i spółek naftowych zauważyli w Zuberze utalentowanego geologa. W efekcie przewodniczący delegacji włoskiej, senator i przemysłowiec Puppini, podpisał z nim umowę o zatrudnieniu w spółce naftowej AIPA (Azienda Italiana Petroli Albania) dla prowadzenia prac poszukiwawczych w Albanii, we Włoszech i w Czarnogórze.
Po habilitacji na Uniwersytecie Jagiellońskim w 1927 roku, S. Zuber wyjechał do Włoch, skąd pojechał do Albanii, gdzie objął stanowisko głównego geologa spółki AIPA z siedzibą w miejscowości Kuçova. Badał rejony Kuçova-Lushnja, Murriz-Pekisht i Patos-Cakran-Selenica. Wyniki badań prowadzonych na włoskich terenach koncesyjnych wysyłał do Rzymu. Pozytywnie oceniał m.in. perspektywy odkrycia roponośnych i gazonośnych terenów w południowej części Albanii, co wkrótce potwierdziły wiercenia. Dzięki jego wysiłkom Albania ma obecnie dwa miasta przemysłu naftowego: Kuçovę i Patos. Złoża roponośne Kuçovy okazały się tak duże, że zaopatrywały Włochy w II wojnie światowej w paliwo.
Do 1935 często wyjeżdżał do Polski, gdzie otrzymał tytuł „Docenta”. Jednocześnie prowadził badania geologiczne we Włoszech, w centralnej i południowej części Półwyspu Apenińskiego, na Sycylii i w okolicach Neapolu. Brał również udział w licznych międzynarodowych zjazdach i sympozjach nauk o Ziemi, dotyczących zwłaszcza geologii złóż ropy naftowej (Paryż, Waszyngton, Rzym, Liège, Londyn itd.).
Po 1935 osiedlił się w Albanii na stałe i poświęcił się badaniu geologii kraju, szczególnie występowania ropy naftowej, gazu ziemnego, asfaltu naturalnego, minerałów rudonośnych i wody pitnej. Badał też stratygrafię i tektonikę trzeciorzędu, co stworzyło podstawy wiedzy o albańskim neogenie. Opracował również mapę tektoniczną Albanii w skali 1:4 000 000, mapę geologiczną Albanii w skali 1:200 000 i mapę minerałów Albanii w skali 1:300 000. Napisał liczne relacje, sprawozdania i projekty; opracował także liczne przekroje i mapy geologiczne w skali 1:50 000, aż do skali 1:10 000; ich ogólna liczba dochodzi do 450. Z kolei lista publikacji wydanych w różnych czasopismach świata zawiera 62 tytuły.
W 1941 poślubił Włoszkę, Matyldę Gianpietro, która zginęła 12 listopada 1943 w czasie bombardowania Kuçovëj przez samoloty alianckie.
Po wojnie, w latach 1945 i 1946, Stanisław Zuber był dobrze traktowany przez władze komunistyczne w Albanii i nie stawiano mu przeszkód w pracy. W 1946 przedstawił m.in. w Ministerstwie Gospodarki raport na temat złóż rud metali w Albanii wschodniej i północno-wschodniej, wyznaczając lokalizację kopalń, które zostały uruchomione w następnych dekadach.
Na początku czerwca 1947 Zuber został aresztowany i oskarżony o kolaborację, sabotaż i szpiegostwo. Był poddawany torturom w celu wymuszenia zeznań. Zmarł 18 października 1947 podczas śledztwa, w więzieniu w Tiranie. Fakt jego śmierci w więzieniu nie był znany w Albanii do kwietnia 1991, kiedy o sprawie napisał w czasopiśmie Rilindja Demokratike pisarz i publicysta Petro Marko.

## Odznaczenia i upamiętnienie

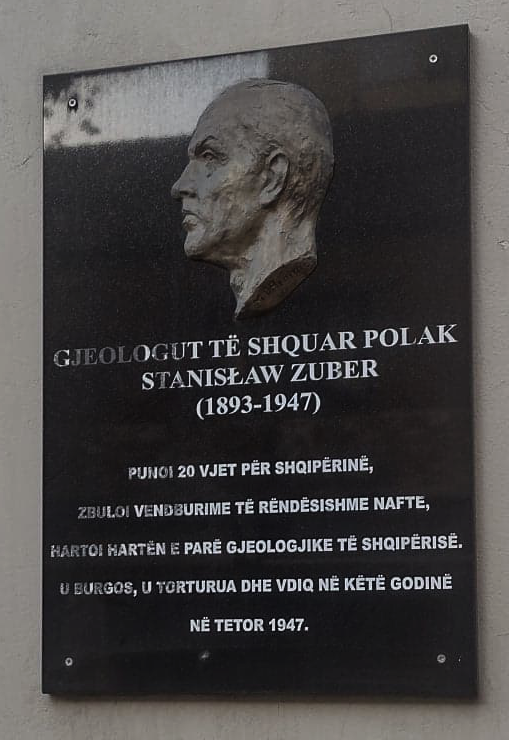
Tablica w Tiranie upamiętniająca Stanisława Zubera

Uhonorowany włoskim Krzyżem Komandorskim Orderu Korony.
W 1992 został pośmiertnie odznaczony albańskim Medalem "Męczennikowi za Demokrację" (Medalja "Martir i Demokracisë"). 
17 października 2011 w Kuçovej uroczyście odsłonięto popiersie Stanisława Zubera, dłuta Mumtaza Dhramiego.